# Brahegatan, Stockholm

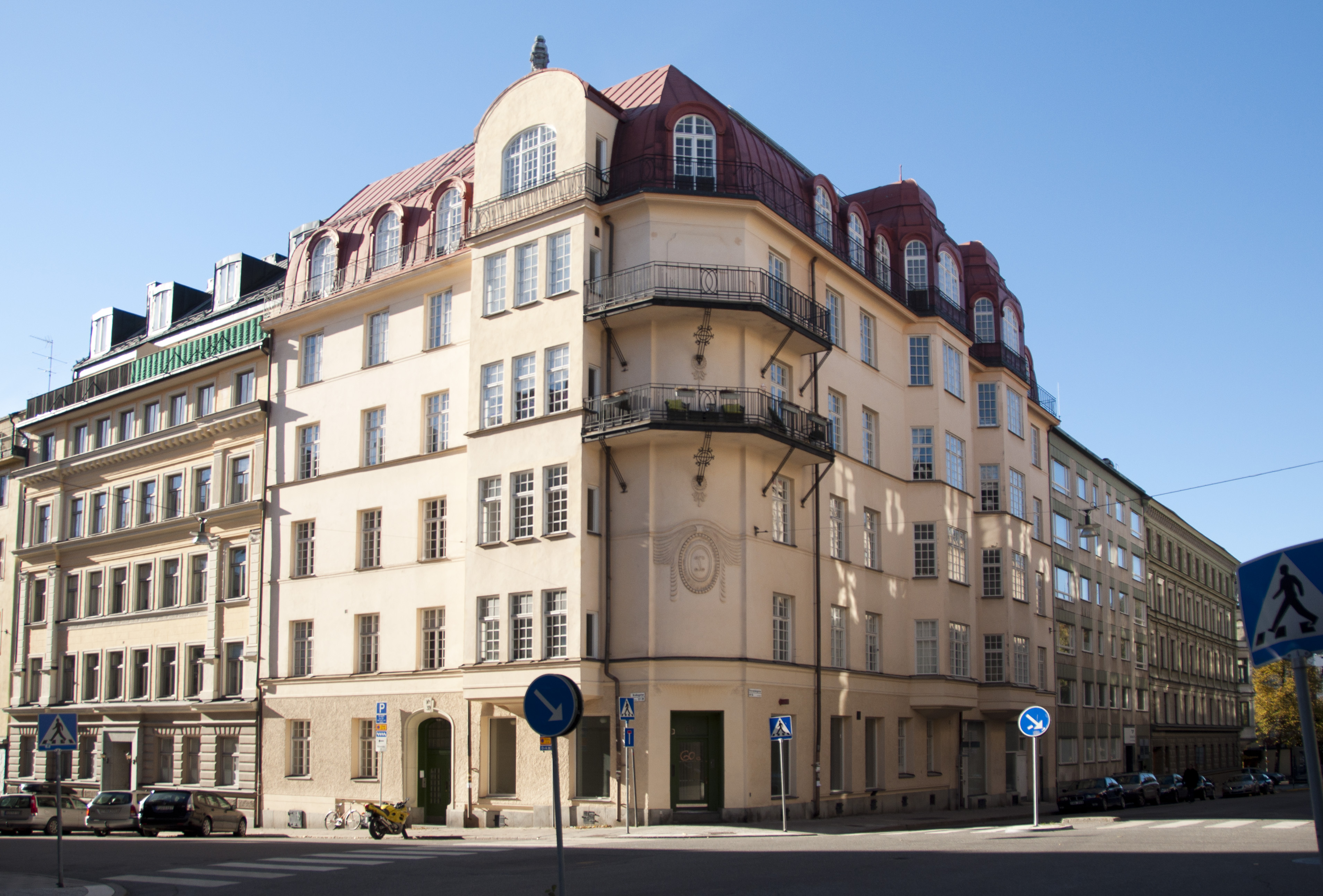
Kvarteret Hjorten i hörnet Brahegatan–Östermalmsgatan.

Brahegatan är en gata på Östermalm i Stockholm som går från Humlegårdsgatan i söder till Valhallavägen i norr. Gatan hette tidigare ”Lilla Humlegårdsgatan” eller ”Östra Humlegårdsgatan”, men bytte namn i samband med Namnrevisionen i Stockholm 1885. Det är sedan länge omtvistat vem i den månghövdade ätten Brahe som har fått denna gata uppkallad efter sig. De hetaste kandidaterna brukar vara Per Brahe den äldre och framför allt Per Brahe den yngre som har fått många platser uppkallade efter sig, både i Sverige och i Finland. Ingen av dem har dock någon anknytning till området.
På Brahegatan 10 ligger Beckmans designhögskola och på Brahegatan 47–49 låg fram till 1962 Wallenbergska villan.